# Via del Fico
Via del Fico si trova a Firenze nella zona di Santa Croce, tra  e via Giovanni da Verrazzano.

## Storia
La strada prende il nome da un seicentesco albero di fico, mentre più in antico si chiamava via del Pepe, in omaggio alla spezia che aveva fatto la fortuna (e dato ai nome) della famiglia Pepi, ai quali è dedicata la vicina via de' Pepi, dove si trovava il loro palazzo. In alcuni magazzini della strada il pepe veniva immagazzinato e destinato allo smercio, non solo come spezia, ma anche come antitarme nella lavorazione della lana. 
Il nome attuale pare che sia derivato da un vero albero, piuttosto che da un'insegna: la trattoria del Fico esisteva effettivamente in città, ma nel chiasso degli Anselmi vicino all'attuale via del Campanile. 
Dal XVI secolo si affacciavano su questa strada le scuderie di vari palazzi con la facciata su altre vie.
Le strette strade di questa zona di Firenze erano abitate spesso da meretrici; i residenti e i monasteri della zona riuscirono infine nel 1714 a ottenere un decreto dei Signori Otto di Guardia e Balia che vietava alla prostitute di esercitare o anche solo abitare nella strada. Di tale decreto resta oggi una memoria murata nella strada: 
| GLI SPETTABILI SIG. OTTO DI GVA RDIA E BALIA DLLA CITTÀ DI FIR ENZE PER DECRETO DE 22 GENA° 1714 PROIBISCONO A TVTTE LE ME RETRICI DESCRITTE AL LL. OFFI ZIO D'ABITARE NELLA VIA DL PEPE SOTTO PENA DELLA CATTVRA ET ARBITRIO DL MAG.° LORO NON OB BEDENDO E ALTRE PENE IMPOSTE NELLA LEGGE DE 31 AGOSTO 1688 |

## Descrizione
Nel tratto vicino a via de' Pepi si trova il lato posteriore del palazzo Salvetti Sebregondi, affacciato su via Ghibellina. Analoghi affacci posteriori hanno i palazzi palazzo Pepi, Guicciardini, Ciofi, Da Verrazzano.
Al 5 rosso si trova un antico fondaco, dotato fino a pcohi anni fa di porta al primo piano e carrucola per issare le balle di fieno e di paglia destinate alle scuderie: nel 2018 circa - purtroppo - tali elementi, rari e peculiari, sono stati rimossi in favore di una ristrutturazione che ha trasformato la porta superiore in una finestra.
Al n. 9r-11r una casa a due assi, dotata di rimessa, presenta un pietrino poco leggibile, forse dell'Ordine Francescano, associabile a Santa Croce, al convento delle Pinzochere o a un altro monastero di quell'Ordine.

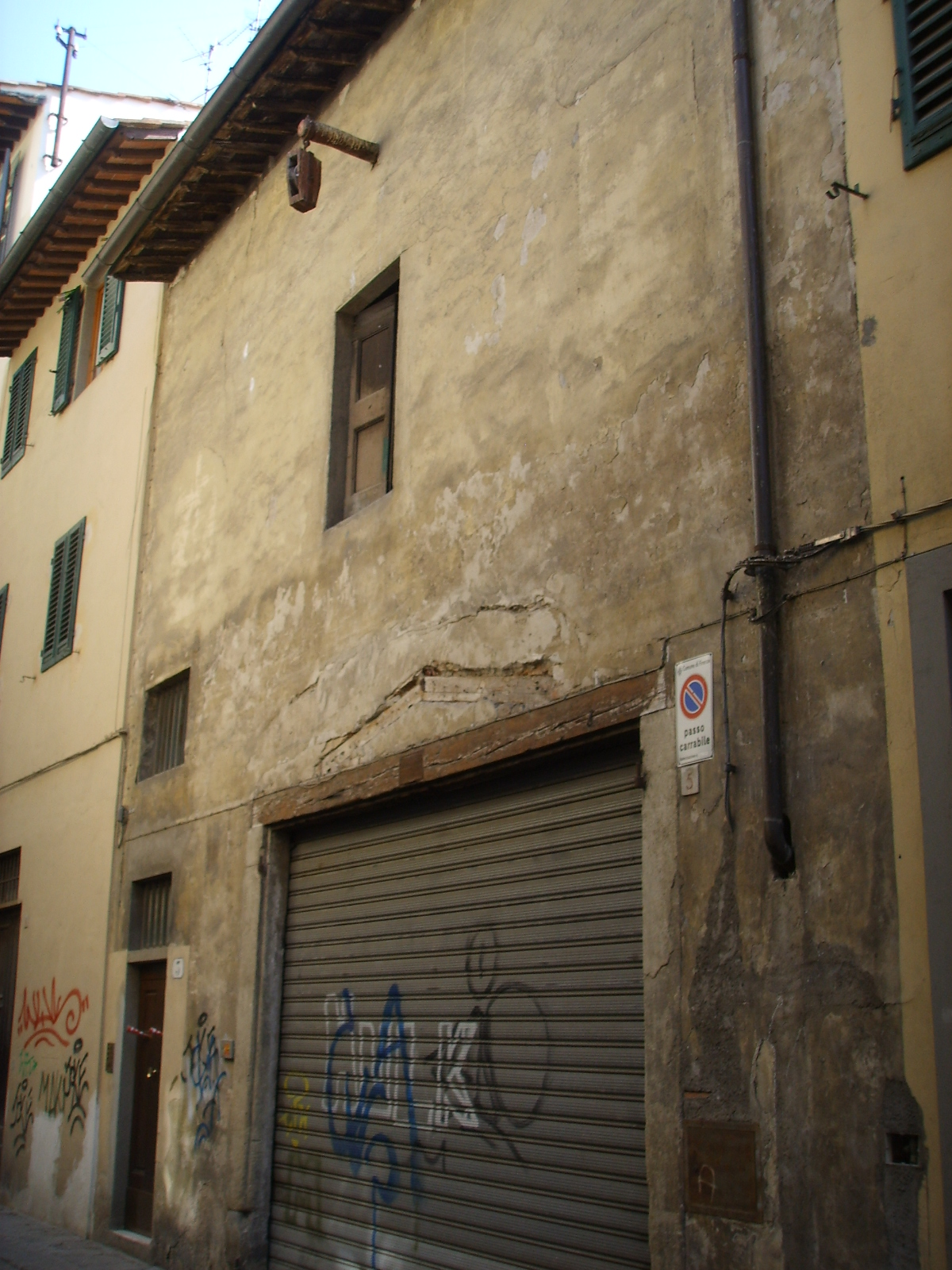
Il magazzino con carrucola prima dei lavori del 2018